# Allium wiedemannianum
Allium wiedemannianum är en amaryllisväxtart som beskrevs av Eduard August von Regel. Allium wiedemannianum ingår i släktet lökar, och familjen amaryllisväxter. Inga underarter finns listade i Catalogue of Life.